# Пожары и взрывы в Ситакунде
В ночь на 4 июня 2022 года произошёл пожар, а затем взрывы в контейнерном депо Ситакунды на территории округа Читтагонг, Бангладеш. В результате погибло не менее 49 человек и было ранено более 450 человек.

## Описание
Пожары в Бангладеше нередки из-за нестрогого контроля за соблюдением техники безопасности. Местные аварийные службы сообщили, что пожар начался внутри зоны погрузки депо около 21:00 BST (15:00 UTC). Сотни добровольцев сразу же прибыли в депо и начали бороться с огнём.
Первый взрыв оказался мощным и произошёл около 23:45 BST (17:45 UTC). В результате произошли детонация и несколько последующих взрывов. Поскольку несколько контейнеров содержали легковоспламеняющиеся химические вещества, пожар продолжал распространяться.
Сообщалось, что взрывы трясли землю в окрестностях и разбили окна близлежащих зданий. Дым от пожара оказался ядовитым, что затрудняло пожаротушение. 250 военнослужащих носили мешки с песком, чтобы не дать химическим веществам попасть в Индийский океан. Пожарные заявили, что взрывы продолжались до следующего дня. Многие бангладешцы сравнивали произошедшее с взрывами в порту Бейрута.